# Sahastata
Sahastata es un género de arañas araneomorfas de la familia Filistatidae. Se encuentra en el sur de Asia, Oriente Medio y la cuenca del Mediterráneo.

## Lista de especies
Según The World Spider Catalog 11.5:
- Sahastata ashapuriae Patel, 1978
- Sahastata nigra (Simon, 1897)
- Sahastata sabaea Brignoli, 1982